# Han Hyeong-mo
Han Hyeong-mo (hangeul : 한형모) est un réalisateur sud-coréen, né le 29 avril 1917 à Uiju (Pyongan du Nord) et mort le 22 septembre 1999 à Séoul.

## Biographie

### Jeunesse et formation
Han Hyeong-mo naît le 29 avril 1917 à Uiju, sous l'empire du Japon, dans la province du Pyongan du Nord, dans l'actuelle Corée du Nord. Son père, Han Ki-je, est fonctionnaire et sa mère, Oh Geum-cheon. Il est le troisième des quatre enfants, dont trois garçons et une fille.
Il assiste à l'art dans la Mandchourie, au sud-est de la Corée du Nord,, ainsi qu'à l’école des Beaux-Arts de Shingyeong.

### Carrière
En 1941, Han Hyeong-mo descend à Séoul pour rencontre le réalisateur Choi In-gyu (ko) (1911-1950), ami de son frère, qui le conduit à l'industrie cinématographique, où il travaille sur les décors pour le film Jibeopneun cheonsa (집 없는 천사, 1941), puis y étudie la cinématographie aux côtés du réalisateur.
Après la capitulation du Japon en 1945, il réalise son premier film anticommuniste Seongbyeokeul ddulgo (침 꼴깍, 1949), où il met en scène le baiser pour la première fois au grand écran sud-coréen, attirant 50 000 spectateurs. Il continue, entre autres, avec le film dramatique Une femme libre (자유부인, 1956), adapté du roman homonyme de Jeong Bee-seok (ko) (1911-1991), qui attire 108 000 spectateurs, un succès au box-office coréen,.
En 1961, il présente son premier film réaliste Dwaejikkum (돼지꿈).
Son dernier film biographique musical Weokeohilaeseo mannabshida (워커힐에서 만납시다) sur la chanteuse Lee Mi-ja (en), interprétée par Nam Jeong-im (en), est projeté en 1966.

### Mort
Han Hyeong-mo meurt le 22 septembre 1999 à l'hôpital Sainte-Mary (ko) à Séoul.

### Vie privée
Han Hyeong-mo est marié à Cha Ae-soon, avec qui il a deux fils.

## Filmographie partielle
- 1949 : Seongbyeokeul ddulgo (침 꼴깍)
- 1956 : Une femme libre (자유부인)
- 1961 : Dwaejikkum (돼지꿈)
- 1961 : Eonni-neun Malgwallyang-i (언니는 말괄량이 )
- 1966 : Weokeohilaeseo mannabshida (워커힐에서 만납시다)

## Distinction

### Récompense
- Grand Bell Awards 1962 : meilleur montage pour My Sister Is A Hussy[7]